# 옆집아저씨
옆집아저씨는 대한민국의 음악 그룹이다. 2011년 1집 앨범 [띠동갑]으로 데뷔했다.

## 음반
- 띠동갑 (2011)
- 사랑해요 (2012)